# ジャン・イタール

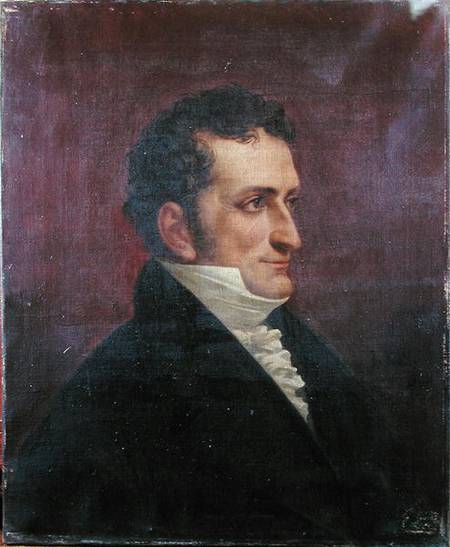
ジャン・イタール

ジャン・イタール（Jean Marc Gaspard Itard、1774年4月24日 - 1838年7月15日）は、フランスの医師で、聾唖教育者。通常、ミドルネームを抜いて、「ジャン・イタール」と表記される。

## 生涯
フランスの上流階層の出身で、医学教育を終えた後、まず外科の仕事に就いた。1800年、パリの後に王立聾唖研究所となる機関の主任医に就任。同年の内に彼は、その最も有名な教え子、ヴィクトールに出会う。いわゆる「アヴェロンの野生児」である。カンヌの森アヴェロンで1799年、完全な裸体で、粗暴極まりない状態で発見された子どもで、当時11歳、もしくは12歳くらいと推定された。その子のその後のドラマチックな運命は、当時世間の大きな関心の的でもあり、彼が書き残した著作でよく知ることが出来る。
1801年と1806年の良く知られる報告書の中でイタールは、彼の多年にわたる授業と教育の試みを詳細に記録し、またそれを正当化しようとしている。有能な医師としてのイタールは、午前中に自分の担当の患者を診察し、午後遅く、聾唖学校の仕事に戻るという変則的なスケジュールを日課とした。 
1821年、彼は医学会（Académie de Médicine）のメンバーに推挙された。また1821年には、耳と聴力についての研究論文（Traité des maladies de l'oreille et de l'audition）も発表している。これが、耳鼻咽喉科学での彼の先駆的な業績として高く評価されるにいたった。ヴィクトールについての教育学的な業績や言語教育、聴力を失った人たちに対する訓練などを通して、イタールは、聾唖教育や精神障害児の教育の分野でも先駆者としての評価を与えられている。
イタールにより発展させられた方法や教授教材は、後に彼の弟子たちにより障害児の教育方法として完成されるに至った。マリア・モンテッソーリにより、あるいはその一部は彼女により改変されて、幼稚園から小学校までの健常児や障害児の教育現場で人気の教材になっている。

## 著作
- Gutachten über die ersten Entwicklungen des Viktor von Aveyron (1801); in: Malson u.a. 1972, 114-163
- Bericht über die Weiterentwicklung des Viktor von Aveyron (1806/1807); in: Malson u.a. 1972, 164-220
- Traité des maladies de l'oreille et de l'audition (1821), 2 Bde; (Méquignon Marvis) Paris
- Victor, das Wildkind vom Aveyron, mit Einl. u. Nachw. v. Jakob Lutz; (Rotapfel) Stuttgart 1967
- Lucien Malson (Hg.), Die wilden Kinder; (Suhrkamp) Frankfurt a.M. 1972

## 映画
- 『野性の少年』（1969）監督：フランソワ・トリュフォー、出演：ジャン＝ピエール・カルゴル（ヴィクトール）、フランソワ・トリュフォー（ジャン・イタール）